# 安德森管理学院
洛杉磯加利福尼亞大學安德森管理學院（UCLA Anderson School of Management），成立於1935年，是洛杉磯加州大學的一個学院。安德森管理學院是美國的頂級商學院之一，提供行政工商管理碩士和博士學位。 在2005-2006學年中，大約有1400名學生，約有670名是全日制學生。
其下金融系是全美最顶尖的金融系之一，在学术界享有极高的声誉。 

## 課程
學院的課程有10個核心課程（涵蓋廣泛的業務基本面）和最低12個選修課程。 
學生可以選擇（但不要求）集中在一個或多個以下課程： 
- 會計
- 決策，營作和技術管理
- 通信，媒體和娛樂管理
- 創業研究
- 財務
- 全球經濟學和管理
- 人力資源與組織行為
- 信息系統
- 市場營銷
- 政策
- 房地產